# Bulbophyllum lasiochilum
Espèce
Synonymes
- Bulbophyllum breviscapum (Rolfe) Ridl.[1]
- Cirrhopetalum breviscapum Rolfe[1]
- Cirrhopetalum lasiochilum E.C.Parish & Rchb.f.[1]
- Phyllorchis lasiochila (Parish & Rchb. f.) Kuntze[1]
- Phyllorkis lasiochila (E.C.Parish & Rchb.f.) Kuntze[1]

Bulbophyllum lasiochilum est  une espèce de plante épiphyte tropicale de la famille des orchidacées.